# Michael Moritzen
Michael Moritzen (Kopenhagen, 2 november 1954) is een Deense acteur en toneelregisseur.
Moritzen is de zoon van de acteur Henning Moritzen (1928-2012). Hij is sinds zijn afstuderen aan de Statens Teaterskole (Nationale Theaterschool) in 1978 regisseur en na het afronden van zijn opleiding in het Aarhus Teater in 1981 acteur. Hij speelde onder meer in de films Riget (The Kingdom) I en Idioterne van Lars von Trier. Ook was hij te zien in de televisieseries Bryggeren, Nikolaj og Julie en in serie I van Forbrydelsen (The Killing).

## Filmografie
- Det er så synd for farmand (1968)
- Dansen med Regitze (1989)
- Springflod (1990)
- Lad isbjørnene danse (1990)
- De nøgne træer (1991)
- Riget (1994)
- Albert (1998)
- Idioterne (1998)
- Når mor kommer hjem (1998)
- Et rigtigt menneske (2001)
- Okay (2002)
- Oh Happy Day (2004)
- Drabet (2005)
- Daisy Diamond (2007)
- Superbror (2009)
- Blekingegade (2009)

## Tv-series
- Kaj Munk (1986)
- Bryggeren (1996)
- Nikolaj og Julie (2002)
- Krøniken (2003)
- Forbrydelsen (2007)

## Tekenfilm
- Græsrødderne (1998)